# 야프 더 호프 스헤퍼르
야코프 헤이스버르트 "야프" 더 호프 스헤퍼르(네덜란드어: Jakob Gijsbert "Jaap" de Hoop Scheffer, 1948년 4월 3일 암스테르담 ~ )는 2004년 1월부터 2009년 8월까지 제11대 북대서양 조약 기구 사무총장을 지낸 퇴직한 네덜란드의 정치인, 법학자이자 외교관이다.  자신이 1997년 3월부터 2001년 10월까지 이끌던 기독민주당의 일원이었던 그는 2002년 7월부터 2003년 12월까지 얀 페터르 발케넨더 총리 아래 외무장관을 지냈다.
더 호프 스헤퍼르는 1976년 10월부터 1986년 6월까지 외무부와 외교 서비스를 위하여 공무원과 외교관으로 일하기 전에 레이던 대학교에서 법학을 전공하여 법학학사를 취득하였다.  1986년 총선에서 그는 외교와 유럽 정세를 위하여 프론트 벤처와 대변인을 지냈던 하원의 의원으로 선출되었다.  당수와 의회 지도자 에네뉘스 헤르나가 물러난 후, 더 호프 스헤퍼르는 1997년 3월 27일 그의 후계자로 선발되었으며 그는 1998년 총선을 위하여 당의 지도적 후보였다.  다가오는 총선 전에 당의 의장 마르닉스 판 레이와 내부 권력 투쟁에 이어 더 호프 스헤퍼르는 자신이 당수로서 물러나고 있었고 선거를 위하여 출마하지 않을 것을 공고하였다.
더 호프 스헤퍼르는 정치에서 지속적으로 활동하였고 2002년 7월 22일 제1차 발케넨더 내각에서 외무장관으로 임명되어 취임하였다.  내각은 임기 87일 만에 붕괴됐다.  2003년 총선 후, 더 호프 스헤퍼르는 제2차 발케넨더 내각에서 자신의 직무를 지속하였다.  2003년 9월 더 호프 스헤퍼르는 다음 북대서양 조약 기구 사무총장으로 후보 지명되어 2004년 1월 1일부터 2009년 8월 1일까지 지냈다.
더 호프 스헤퍼르는 61세의 나이에 활동적 정치로부터 퇴직하였고 몇몇의 국가 위원회와 시의회에서 지낸 기업 및 비영리 단체 이사와 정부를 대표하여 몇몇의 경제 대표단을 위하여 경우적의 외교관과 섭외 대리인으로서 민간 및 공공 부문에서 활동적이 되었으며 그는 또한 2009년 9월부터 2014년 9월까지 자신의 모교 레이던 대학교에서 국제 관계, 외교 관행과 정부학의 저명한 교수로 일하기도 했다.  그는 레이던 대학교 칼리지 헤이그에서 저명한 동료로서 아직도 자신의 모교와 함께 연루되었다.
자신의 퇴직에 이어 더 호프 스헤퍼르는 유럽의 더 많은 통합과 향상된 대서양 횡단의 관계들을 위하여 옹호자와 섭외 대리인으로서 지속적으로 활동적이 되었다.  더 호프 스헤퍼르는 효과적인 협상자와 숙련된 관리자로서 자신의 능력들로 알려졌다.  2018년 6월 22일 국가 장관의 명예 칭호를 받았으며 2025년부터 정치가로서 정치 문제에 관하여 지속적으로 논평을 하였다. 

## 초기 생애
더 호프 스헤퍼르는 1961년 3월부터 1966년 4월까지 이흐나티위스 힘나시움을 다니고 1968년 6월 레이던 대학교에서 신청하여 법학을 저농하고 1974년 7월 법학 석사 학위와 졸업하기 전에 1970년 6월 법학학사를 취득하였다.  더 호프 스헤퍼르는 네덜란드 왕립 공군에 징집되어 1974년 8월부터 1976년 9월까지 소위로 복무하였다.  더 호프 스헤퍼르는 1976년 10월부터 1986년 6월까지 외무부의 외교 서비스를 위한 공무원으로서, 1976년 10월부터 1978년 4월까지 가나 아크라에서, 1978년 4월부터 1980년 12월까지 북대서양 조약 기구 대표단을 위하여 벨기에 브뤼셀에서 주재관으로서, 그리고 1980년 12월부터 1986년 6월까지 외무부의 서기로서 일하였다.   

## 정치 경력

### 하원 의원

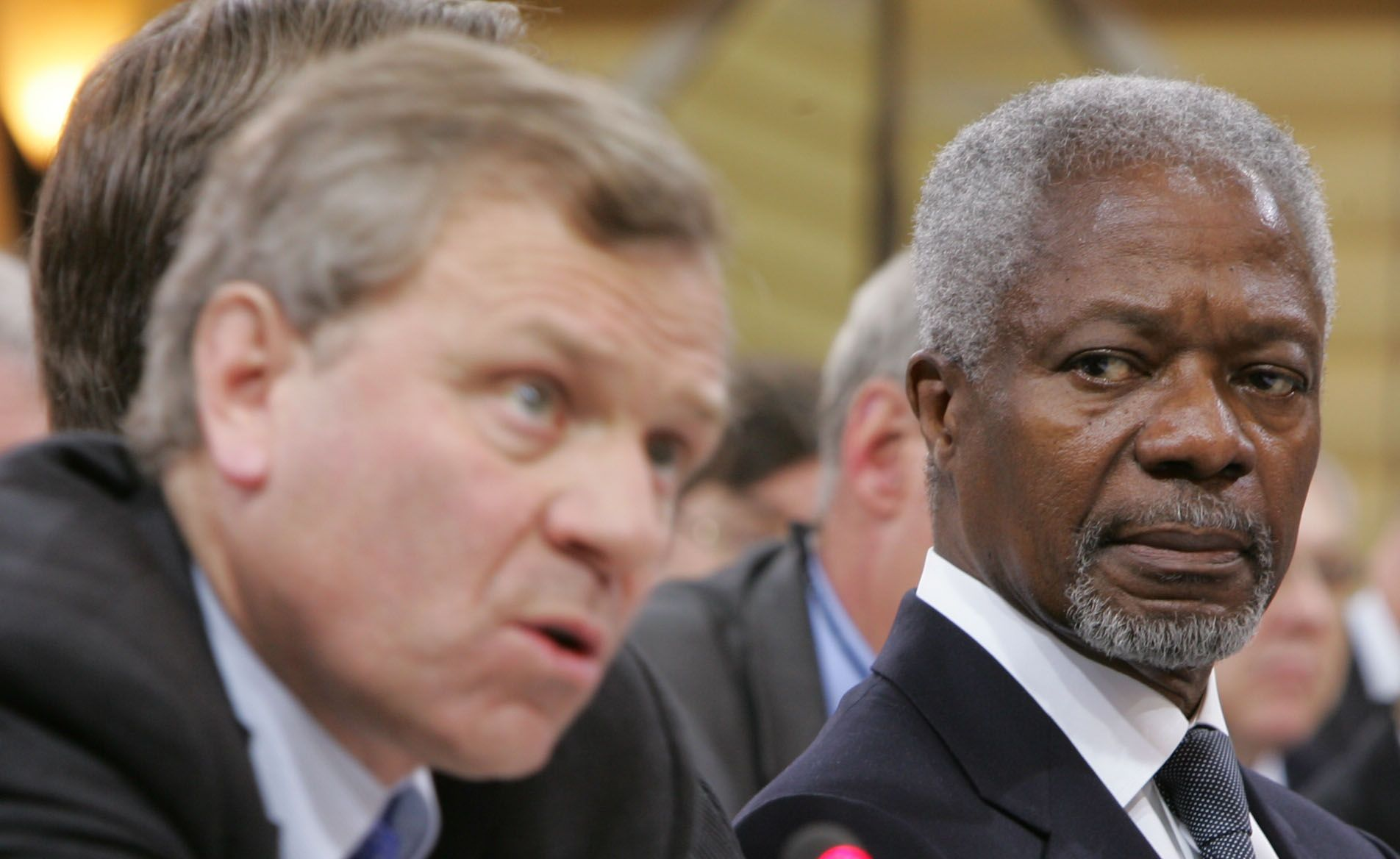
뮌헨 안보회의가 열린 동안 코피 아난 유엔 사무총장과 함께 (2005년 2월 12일)

더 호프 스헤퍼르는 1979년부터 1982년 자신이 기독민주당의 당원이 되었을 때까지 사회 자유주의 민주66의 당원이었다.  1986년 총선에서 더 호프 스헤퍼르는 하원으로 선출되어 국제 개발 협력과 외무부를 위하여 의회 워원회의 의장을 맡은 프론트벤처를 지내고 외교, 유럽 정세, 북대서양 조약 기구, 개발 협력과 개발 원조를 위하여 대변인이었다.

### 기독민주당 당수 (1997년-2001년)
기독민주당의 당수이자 당의 의회 지도자 에네위스 헤르나가 자신의 리더십에 증가하는 비판에 이어 물러날 것을 공고한 후, 기독민주당의 리더십은 그를 계승하는 데 후보로서 더 호프 스헤러르에 접근하였다.  더 호프 스헤퍼르는 받아들이고 1997년 3월 27일 당수와 의회 지도자가 되었다.
1998년 총선을 위하여 더 호프 스헤퍼르는 지도적인 후보로 지냈고 기독민주당은 손실을 입어 5개의 의석을 잃고 이제 하원에서 29개의 의석을 가졌다.  2001년 10월 1일 더 호프 스헤퍼르는 당의 의장 마르닉스 판 레이와 내부 권력 투쟁에 이어 당수와 의회 지도자로서 물러나고 있으며 2002년 선거를 위하여 출마하지 않을 것을 공고하였다. 

### 네덜란드의 외무장관
기독민주당은 2002년 총선을 이겨 새로운 연장의 형성에서 지도적인 역할을 했다.  새 총리 얀 페터르 발케넨더는 자신의 일시적인 첫 내각에서 외무장관으로서 더 호프 스헤퍼르를 임명하여 이듬해 그는 1월 22일 선거 후에 제2차 발케넨더 내각에서 그 직위에 남아있었다. 
2003년 네덜란드의 외교 정책은 더 호프 스헤퍼르와 발케넨더에 의하여 크게 결심되었다.  그 주요 외교 정책의 결정은 그 공식화 ("군사적"이 아닌 "정치적" 지지)가 모호한 성격을 부여했어도 이라크 전쟁으로 기여할 것이었다.  하지만 2003년부터 2005년까지 무탄나주에서 이라크 다국적군의 일부로서 1,100명의 네덜란드 군인들이 배치되었고 그들 중 2명이 전사하였다.
2003년 야프 더 호프 스헤퍼르는 유럽 안보 협력 기구의 회장직이기도 했다.

### 북대서양 조약 기구 사무총장

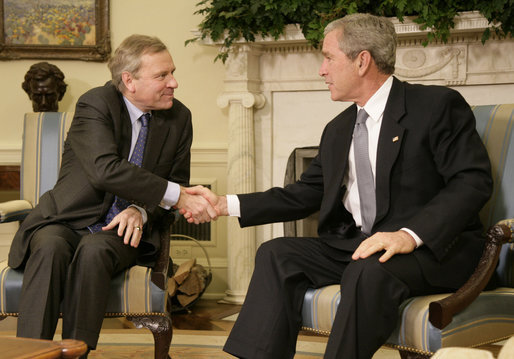
백악관에서 조지 W. 부시 대통령과 회담을 가지는 더 호프 스헤퍼르 나토 사무총장 (2006년 10월 27일)

2004년 1월 5일 그는 제11대 북대서양 조약 기구 사무총장이 되어 1999년부터 2003년까지 직위를 보유한 조지 로버트슨 남작을 승계하였다.  2003년 9월 22일 발표가 났다.  사무총장으로서 더 호프 스헤퍼르는 아프가니스탄에서 국제안보지원군 같은 나토의 작전들로 더욱 기여하는 데 나토의 회원국들을 촉구하였다.  그는 "'서방으로 향하는 석유와 가스를 운반하는 파이프라인들을 나토군들이 지켜야 한다는' 것과 유조선과 다른 '중대한 공공 기반 시설'에 의하여 이용된 해상 항로를 더욱 정통적으로 보호해야 한다는 것"을 나토 회의에 알렸다. 
2007년 6월 21일 더 호프 스헤퍼르는 몬트리올에서 열린 경제 회담에 참석하여 자신이 캐나다를 그 2009년 철회 날짜를 지나서 아프가니스탄에서 그 군사 임무를 지속하는 데 용기를 주었다.  그는 "난 더욱 많은 시간이 재건과 개발을 계속하기 위한 조건을 조성하는 데 필요하다고 생각합니다."라고 말했다.  그의 방문은 아프가니스탄에서 3명 더 캐나다군들의 사망과 함께 동시에 일어났다.  "난 캐나다군들이 가장 높은 대가를 치른다면 얼마나 극적인가를 알고 있으나 난 아직도 당신들이 좋은 목적을 위하여 거기에 있다는 것을 말합니다."고 말했다.  더 호프 스헤퍼르의 소감들은 스티븐 하퍼의 정부가 아프가니스탄에서 임무로 캐나다의 헌신의 기간을 규정하는 데 야당 정치인들의 압력을 받고 있으면서 만들어졌다.
그것은 중앙정보국이 테러리스트 단체를 지원하고 있었다는 이란의 비난 속에서 자신이 아프가니스탄을 방문하고 있었던 동안 더 호프 스헤퍼르가 준달라의 지도자 압돌말렉 리기를 만났다는 것으로 이란에 의하여 주장되어 왔다.  이 고발은 이후에 나토에 의하여 기각되었다.  
2009년 7월 21일 더 호프 스헤퍼르는 심근경색을 겪었다.  그는 자신이 안정된 상태라고 보고되었던 후에 혈관성형술을 받았다.
그해 8월 1일 그의 후계자 아네르스 포그 라스무센이 취임하였다.

## 정치 이후의 경력
2009년 9월 1일 더 호프 스헤퍼르는 자신의 모교 레이던 대학교에서 피에터르 코예이만스 평화, 법률 안정 의장국으로 임명되었다.  임명은 시간제였고 이 의장의 보유자는 최대 3년 동안을 위하여 임명되었다.
추가로 더 호프 스헤퍼르는 다음을 포함한 다양한 유급 및 무급 지위들을 보유하였다. -
- 에어 프랑스-KLM 이사회의 독립 이사
- 바레인 전략, 국제, 동력학 센터 (DERASAT) 국제 자문위원회 회원
- 유럽 친선 협회 신탁의사회 회원
- 삼극위원회 유럽 그룹의 회원
- 네덜란드 내각으로 윤리학 상담자 (2024년 3월 시작)